# Кузьмин, Юрий Александрович
Юрий Александрович Кузьмин (2 сентября 1950, Хабаровск — 19 апреля 2025, Москва) — российский издатель журналов, редактор, переводчик.

## Биография
Окончил математический класс школы № 706 в Москве.
В 1974 году окончил факультет радиоэлектроники МАИ, служил в армии инженером станции, затем работал инженером по радиоэлектронике, технике связи, эксплуатации и разработке вычислительной техники.
В 1982 году получил должность научного редактора в журнал «Электроника», выпускавшийся издательством «Мир». В 1987 году назначен заведующим редакцией литературы по электронике издательства «Мир». В середине 1980-х также участвовал в подготовке научно-технических словарей, в частности был руководителем авторского коллектива «Большого англо-русского политехнического словаря», перевёл на русский и английский языки ряд книг и значительное количество статей по научно-технической тематике.
В 1989 году был приглашён организовать и возглавить редакцию первого в СССР компьютерного журнала «Мир ПК» (до этого издавался как сборник «В мире персональных компьютеров»), который выпускало советско-американское совместное предприятие Information Computer Enterprise. В 1990 году прошёл двухнедельный курс руководителей издательского бизнеса в корпорации IDG. В 1991 году назначен главным редактором создававшейся тогда русской версии компьютерного журнала PC Magazine.
В 1994 году стал одним из учредителей и президентом издательства «Бизнес и компьютер», впоследствии переименованного в «Профи-Пресс», выпускавшего журналы «Банковские технологии» и «Мир карточек». По состоянию на 2021 год руководил издательством в должности президента, издательство выпускает журнал «БОСС» («Бизнес: организация, стратегия, системы»), а также интернет-издания «Мобильные телекоммуникации» (в 1999—2017 годах выходила печатная версия) и «Блики» (в 2003—2008 годах выходила печатная версия).
Скончался 19 апреля 2025 года.

## Членство в различных организациях
Член Союза журналистов России, награждён почётным знаком Союза журналистов «За заслуги перед профессиональным сообществом». Один из основателей Союза переводчиков России, был его секретарём и членом правления.
Действительный член Международной академии менеджмента, учрежденной Международным союзом экономистов и Вольным экономическим обществом.

## Достижения и награды
В рейтингах «DATOR Top100» (в 1994, 1995, 1996 и 1997 годах) Юрий Кузьмин назывался одной из наиболее авторитетных личностей компьютерного бизнеса России.
Считается одним из основоположников компьютерной журналистики в России.

## Семья
Был женат, сын и дочь.